# Filabres-Tabernas
Die Comarca Filabres-Tabernas ist eine der 7 Comarcas in der Provinz Almería. Sie wurde, wie alle Comarcas in der Autonomen Gemeinschaft Andalusien, mit Wirkung zum 28. März 2003 eingerichtet.
Die Comarca umfasst 18 Gemeinden mit einer Fläche von 1.468,36 km² und dem Hauptort Tabernas.

## Lage
|                      | Valle del Almanzora                         |                                  |
| Provinz Granada      | Kompassrose, die auf Nachbargemeinden zeigt | Levante Almeriense               |
| Alpujarra Almeriense |                                             | Comarca Metropolitana de Almería |

## Gemeinden
| Gemeinde                  | Einwohner (2024) | Fläche km² | Dichte Einw./km² | Cod INE | Postleitzahl               |
| ------------------------- | ---------------- | ---------- | ---------------- | ------- | -------------------------- |
| Abla                      | 1.272            | 45,24      | 28               | 04001   | 04510                      |
| Abrucena                  | 1.235            | 83,68      | 15               | 04002   | 04520, 04533               |
| Alcudia de Monteagud      | 128              | 15,69      | 8                | 04009   | 04276                      |
| Benitagla                 | 60               | 6,46       | 9                | 04026   | 04276                      |
| Benizalón                 | 252              | 31,97      | 8                | 04027   | 04276                      |
| Castro de Filabres        | 101              | 29,24      | 3                | 04033   | 04500                      |
| Fiñana                    | 1.984            | 133,96     | 15               | 04045   | 04568                      |
| Gérgal                    | 1.191            | 229,49     | 5                | 04050   | 04549, 04550, 04558, 04559 |
| Lucainena de las Torres   | 714              | 123,20     | 6                | 04060   | 04114, 04210, 04211        |
| Nacimiento                | 501              | 80,76      | 6                | 04065   | 04540                      |
| Olula de Castro           | 181              | 33,60      | 5                | 04068   | 04540                      |
| Senés                     | 278              | 50,35      | 6                | 04082   | 04213                      |
| Tabernas                  | 4.097            | 280,38     | 15               | 04088   | 04200                      |
| Tahal                     | 375              | 94,82      | 4                | 04090   | 04275                      |
| Las Tres Villas           | 574              | 85,35      | 7                | 04901   | 04530, 04532               |
| Turrillas                 | 268              | 39,15      | 7                | 04094   | 04211                      |
| Uleila del Campo          | 816              | 38,67      | 21               | 04095   | 04279                      |
| Velefique                 | 246              | 66,35      | 4                | 04097   | 04212                      |
| Comarca Filabres-Tabernas | 14.273           | 1.468,36   | 10               | –       | –                          |

## Nachweise
1. ↑  Instituto Nacional de Estadística Municipal Register of Spain
2. ↑  Orden de 14 de marzo de 2003, por la que se aprueba el mapa de comarcas de Andalucía a efectos de la planificación de la oferta turística y deportiva, Boletín Oficial de la Junta de Andalucía (Amtsblatt der Regierung von Andalusien), Nr. 59 vom 27. März 2003, S. 6248